# Congomys
Congomys — рід гризунів родини мишоподібних. Обидва види цього роду раніше були класифіковані в Praomys, і обидва є ендеміками Демократичної Республіки Конго.
Два види цього роду:
- Congomys lukolelae
- Congomys verschureni